# Pruská vlajka

Vlajka Pruského království (1892–1918)
Poměr stran: 3:5

Vlajka Pruska (Pruského království) byla tvořena třemi vodorovnými pruhy - černým, bílým a černým v poměru 1:5:1. V prostředním, bílém pruhu, mírně k žerdi, byl umístěn pruský státní znak (bez štítu) tvořeny černou pruskou orlicí. Pruské národní barvy (černá a bílá) byly odvozeny od znaku řádu německých rytířů, současně to také byly barvy vládnoucího rodu Hohenzollernů. 
Po skončení I. světové války v roce 1918 bylo Prusko (pod názvem Svobodný stát Prusko) začleněno jako německý spolkový stát do tzv. Výmarské republiky (vlajka spolkového státu se poté několikrát změnila). Po II. světové válce bylo v roce 1947 Prusko zrušeno a vlajka již nebyla oficiálně užívána.

## Historie
Původní pruská národní a obchodní vlajka byla původně jednoduchá černo-bílo-černá vlajka ustanovená dne 22. května 1818, ale ta byla nahrazena 12. března 1823 novou vlajkou. Revidovaná tak, že pruhy byly následující černá, bílá a černá (1:4:1), v bílém pruhu černá pruská orlice s modrým král. jablkem a žezlem. Na hrudi orlice byly jako na státním znaku vzájemně propojeny iniciály FR (Fridericus Rex' = král Fridrich). Osa orla je na 2/5 z celkové délky vlajky.
Prusko přijalo svou válečnou vlajku (v poměru 3:5), 28. listopadu 1816, která byla původně po skandinávském vzoru zakončená dvěma cípy, později již měl klasický obdélníkový tvar. Na vlajce byla orlice stejně jako na státní vlajce, ale místo 2 černých pruhů byl v kantonu umístěn Železný kříž.
Po německé revoluci v roce 1918, pruský stát pomalu přizpůsobil svou heraldiku republikánské formě vlády. 11. července 1921 byl zaveden nový znak nařízením pruského min. předsedy. Gothická orlice byla nahrazena přirozenější s pohledem dozadu a přišla o všechny elementy připomínající dobu monarchie. 12. prosince 1921 ministerstvo státu rozhodlo, že pruská vlajka by měla být pouze černou-bílá. 23. dubna 1922 vydalo podobnou služební vlajku a státní vlajku jako v 19. století – černé okraje nahoře a dole, ale orlice v 1/6 celkové délky vlajky.
Po nástupu nacismu dostala jak na znaku tak na vlajce pruská orlice sebevědomější postoj a do pařátu dostala meče a 2 blesky, nad hlavu jí bylo dáno pruské motto: Gott mit uns ("Bůh s námi").
Německá fotbalová reprezentace má na domácí bílý trikot a černé trenýrky, barvy pruské vlajky.

O něco méně zdařilejší verze stejné vlajky Poměr stran: 3:5
Vlajka královského Pruska (1466–1772) Poměr stran: 3:4
Vlajka pruského vévodství (1525–1657) Poměr stran: 3:4
Vlajka pruského království z roku 1701 Poměr stran: 2:3
Vlajka pruského království z roku 1750 Poměr stran: 2:3
Vlajka pruského království z roku 1803 Poměr stran: 2:3
Pruská válečná vlajka z roku 1816 Poměr stran: 3:5
Standarta pruského krále (1870) Poměr stran: 1:1
Vlajka svobodného státu Prusko (1920–1947) Poměr stran: 3:5
Vlajka Pruska v období nacismu (1933–1945) Poměr stran: 3:5